# Ashford (Irlanda)
Ashford (in irlandese: Áth na Fuinseoige ) è un villaggio nella contea di Wicklow, in Irlanda.